# تونس‌ایر اکسپرس
تونس‌ایر اکسپرس (به انگلیسی: TunisAir Express) یک شرکت هواپیمایی با کد یاتا UG است که در تاریخ ۱۹۹۱ میلادی تأسیس شده است. دفتر مرکزی تونس‌ایر اکسپرس در تونس، تونس واقع شده‌است و قطب این شرکت هواپیمایی در فرودگاه بین‌المللی تونس قرطاج قرار دارد و به ۱۲ مقصد، پرواز مستقیم انجام می‌دهد.

## مقصدهای پروازی
مقصدهای پروازی تونس‌ایر اکسپرس به شرح زیر است:
|  | قطب شرکت هواپیمایی |